# Битва вин
«Би́тва вин» (фр. La Bataille des Vins) — средневековая французская поэма Анри д’Андели (фр. Henri d'Andeli) нормандского трувера XIII в. Написана в 1224 г., по сути представляет собой одну из первых попыток классификации вин и имеет важное значение как источник о виноградниках и винах XIII в.

## Содержание
Поэма состоит из 204 стихов и рассказывает о турнире по дегустации вин, который был устроен королём Филиппом Августом. Он послал гонцов собрать везде лучшие вина, которые поэт подробно перечисляет в своей поэме. В более ранней из двух версий поэмы из 70 перечисленных вин (все – французские) поименно лишь два сорта происходили из региона Бордо, шесть из Анжу-Пуату, два из Бургундии, четыре из Лангедока. В более поздней версии присутствует вина, изготовленные за пределами Франции (Мозель, Кипр, Испания). Все вина были белыми. 
В ходе соревнования некий английский прелат отведал образцы семидесяти вин из разных уголков Франции. Из них только семь он «отлучил» от своего стола. Победителем же оказалось сладкое вино из Кипра (по-видимому, коммандария). После дискуссий и обсуждения достоинств и недостатков различных вин, по результатам критики священника было объявлено самое лучшее вино, которое вознаграждает сам король. Кипрское вино получило  титул «папы», а вино из Аквилеи, очень качественное, но не столь великолепное, получило звание «кардинала». Далее – три короля, три графа и наконец десяток пэров, были также признаны как достойные стола самого короля, а 7 (реже 8) вин (все из Северной Франции) были «отлучены».